# 에버니

에버니 기사를 쓰는 편집 기자

에버니(Ebony)는 뉴스, 문화, 엔터테인먼트에 중점을 둔 월간 잡지이다. 대상은 아프리카계 미국인 커뮤니티이며, 영향력 있는 흑인들의 라이프스타일과 업적, 패션, 뷰티, 정치 등을 다루고 있다.